# Biến thiên khí hậu
Biến đổi khí hậu là sự thay đổi của hệ thống khí hậu gồm khí quyển, thủy quyển, sinh quyển, thạch quyển, băng quyển hiện tại và trong tương lai bởi các nguyên nhân tự nhiên và nhân tạo trong một giai đoạn nhất định tính bằng thập kỷ hay hàng triệu năm. Sự biển đổi có thể là thay đổi thời tiết bình quân hay thay đổi sự phân bố các sự kiện thời tiết quanh một mức trung bình. Sự biến đổi khí hậu có thể giới hạn trong một vùng nhất định hay có thể xuất hiện trên toàn Địa Cầu. 
Trong những năm gần đây, đặc biệt trong ngữ cảnh chính sách môi trường, biến đổi khí hậu thường đề cập tới sự thay đổi khí hậu hiện nay, được gọi chung bằng hiện tượng nóng lên toàn cầu.
Nguyên nhân chính làm biến đổi khí hậu Trái Đất là do sự gia tăng các hoạt động tạo ra các chất thải khí nhà kính. Các hoạt động khai thác quá mức các bể hấp thụ và bể chứa khí nhà kính như sinh khối, rừng, các hệ sinh thái biển, ven bờ và đất liền khác.

## Giải thích thuật ngữ

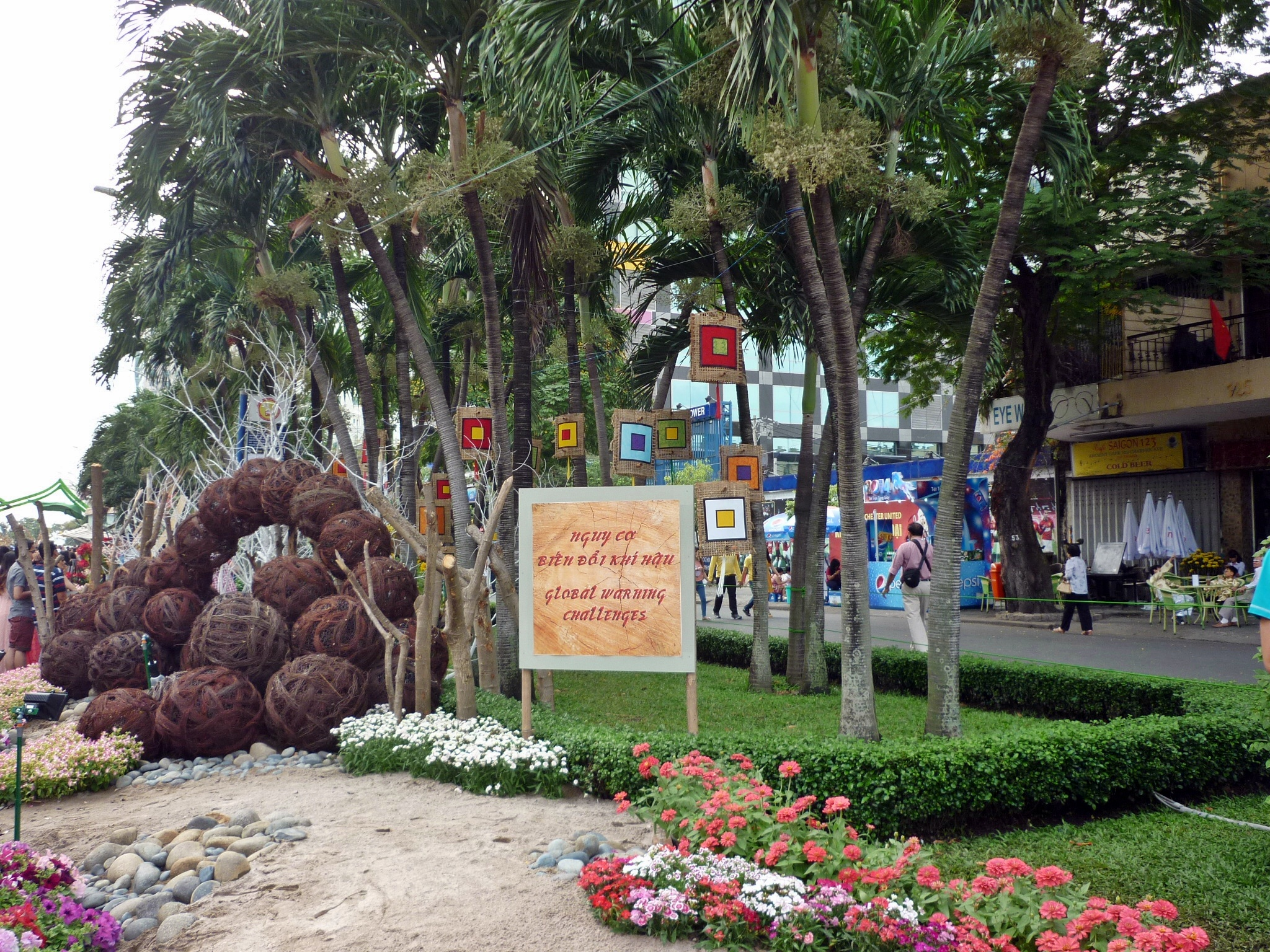
Khu trưng bày biến đổi khí hậu ở đường hoa Nguyễn Huệ. Cụm cảnh cây khô cằn, sỏi đá nhằm nhắc nhở mọi người quan tâm hơn về việc biến đổi khí hậu

Định nghĩa chung nhất cho sự biến đổi khí hậu là sự thay đổi các đặc điểm mang tính thống kê của hệ thống khí hậu khi xét đến những chu kỳ dài hoặc hàng thập kỷ hoặc lâu hơn, mà không kể đến các nguyên nhân. Theo đó, những thay đổi bất thường trên những chu kỳ ngắn hơn một vài thập kỷ, như El Niño, không thể hiện sự thay đổi khí hậu.
Thuật ngữ này đôi khi được sử dụng để nhắc đến những trường hợp đặc biệt của biến đổi khí hậu do tác động của hoạt động con người; ví dụ, trong Công ước Khung của Liên hợp Quốc về Biến đổi Khí hậu (United Nations Framework Convention on Climate Change) định nghĩa biến đổi khí hậu là "là sự thay đổi của khí hậu mà hoặc trực tiếp hoặc gián tiếp do tác động của hoạt động con người dẫn đến thay đổi thành phần khí quyển toàn cầu và ngoài ra là những biến thiên tự nhiên của khí hậu được quan sát trên một chu kỳ thời gian dài." Trong định nghĩa cuối thay đổi khí hậu đồng nghĩa với ấm lên toàn cầu.

## Nguyên nhân
Những nhân tố có thể làm cho sự biến đổi khí hậu xuất hiện là thay đổi bức xạ khí quyển, bao gồm các quá trình như biến đổi bức xạ mặt trời, độ lệch quỹ đạo của Trái Đất, quá trình kiến tạo núi, kiến tạo trôi dạt lục địa và sự thay đổi nồng độ khí nhà kính. Nhiều phản ứng khác nhau của môi trường về biến đổi khí hậu có thể tăng cường hoặc giảm bớt các biến đổi ban đầu. Một số thành phần của hệ thống khí hậu, chẳng hạn như các đại dương và chỏm băng, phản ứng chậm với biến đổi bức xạ mặt trời vì khối lượng lớn. Do đó, hệ thống khí hậu có thể mất hàng thế kỷ hoặc lâu hơn để phản ứng hoàn toàn với những biến đổi từ bên ngoài.

### Cơ chế ảnh hưởng từ bên trong
Đại dương là một nền tảng của hệ thống khí hậu. Những dao động ngắn hạn (vài năm đến vài thập niên) như El Niño, dao động thập kỷ Thái Bình Dương (Pacific decadal oscillation), và dao động bắc Đại Tây Dương (North Atlantic Installation), và dao động Bắc Cực (Arctic oscillation), thể hiện khả năng dao động hậu hơn là thay đổi khí hậu. Trong khoảng thời gian dài hơn, những thay đổi đối với các quá trình diễn ra trong đại dương như hoàn lưu muối nhiệt đóng vai trò quan trọng trong sự tái phân bố nhiệt trong đại dương trên thế giới.

### Cơ chế ảnh hưởng từ bên ngoài

#### Thay đổi quỹ đạo
Những biến đổi nhỏ về quỹ đạo Trái Đất gây ra những thay đổi về sự phân bố năng lượng mặt trời theo mùa trên bề mặt Trái Đất và cách nó được phân bố trên toàn cầu. Đó là những thay đổi rất nhỏ theo năng lượng mặt trời trung bình hàng năm trên một đơn vị diện tích; nhưng nó có thể gây biến đổi mạnh mẽ về sự phân bố các mùa và địa lý. Có 3 kiểu thay đổi quỹ đạo là thay đổi quỹ đạo lệch tâm của Trái Đất, thay đổi trục quay, và tiến động của trục Trái Đất. Kết hợp các yếu tố trên, chúng tạo ra các chu kỳ Milankovitch, là các yếu tố ảnh hưởng mạnh mẽ đến khí hậu và mối tương quan của chúng với các chu kỳ băng hà và gian băng, quan hệ của chúng với sự phát triển và thoái lui của Sahara, và đối với sự xuất hiện của chúng trong các địa tầng.

#### Hiện tượng núi lửa
Núi lửa là một quá trình vận chuyển vật chất từ vỏ và lớp phủ của Trái Đất lên bề mặt của nó. Phun trào núi lửa, mạch nước phun, và suối nước nóng, là những ví dụ của các quá trình đó giải phóng khí núi lửa và hoặc các hạt bụi vào khí quyển.
Phun trào đủ lớn để ảnh hưởng đến khí hậu xảy ra trên một số lần trung bình mỗi thế kỷ, và gây ra làm mát (bằng một phần ngăn chặn sự lây truyền của bức xạ mặt trời đến bề mặt Trái Đất) trong thời gian một vài năm. Các vụ phun trào của núi lửa Pinatubo vào năm 1991, là vụ phun trào núi lửa lớn thứ hai trên mặt đất của thế kỷ XX  (sau vụ phun trào năm 1912 của núi lửa Novarupta) ảnh hưởng đến khí hậu đáng kể. Nhiệt độ toàn cầu giảm khoảng 0,5 °C (0.9 °F). Vụ phun trào của núi Tambora năm 1815 đã khiến không có một mùa hè trong một năm. Phần lớn các vụ phun trào lớn hơn xảy ra chỉ một vài lần mỗi trăm triệu năm, nhưng có thể gây ra sự ấm lên toàn cầu và tuyệt chủng hàng loạt.
Núi lửa cũng là một phần của chu kỳ carbon mở rộng. Trong khoảng thời gian rất dài (địa chất), chúng giải phóng khí cacbonic từ lớp vỏ Trái Đất và lớp phủ, chống lại sự hấp thu của đá trầm tích và bồn địa chất khác dioxide carbon. Cục Khảo sát Địa chất Hoa Kỳ ước tính rằng các hoạt động của con người tạo ra nhiều hơn 100-300 lần số lượng khí carbon dioxide phát ra từ núi lửa.

#### Kiến tạo mảng
Qua hàng triệu năm, sự chuyển động của các mảng làm tái sắp xếp các lục địa và đại dương trên toàn cầu đồng thời hình thành lên địa hình bề mặt. Điều này có thể ảnh hưởng đến các kiểu khí hậu khu vực và toàn cầu cũng như các dòng tuần hoàn khí quyển-đại dương.
Vị trí của các lục địa tạo nên hình dạng của các đại dương và tác động đến các kiểu dòng chảy trong đại dương. Vị trí của các biển đóng vai trò quan trọng trong việc kiểm soát sự truyền nhiệt và độ ẩm trên toàn cầu và hình thành nên khí hậu toàn cầu. Một ví dụ về ảnh hưởng của kiến tạo đến sự tuần hoàn trong đại dương là sự hình thành eo đất Panama cách đây khoảng 5 triệu năm, đã làm dừng sự trộn lẫn trực tiếp giữa Đại Tây Dương và Thái Bình Dương. Đều này có ảnh hưởng rất mạnh mẽ đến các chế độ động lực học của đại dương của hải lưu Gulf Stream và đã làm cho bắc bán cầu bị phủ băng. Trong suốt kỷ Cacbon, khoảng 300 đến 365 triệu năm trước, hoạt động kiến tạo mảng có thể đã làm tích trữ một lượng lớn cacbon và làm tăng băng hà. Các dấu hiệu địa chất cho thấy những kiểu tuần hoàn "gió mùa lớn" (megamonsoonal) trong suốt thời gian tồn tại của siêu lục địa Pangaea, và từ mô hình khí hậu người ta cho rằng sự tồn tại của siêu lục địa đã dẫn đến việc hình thành gió mùa.

#### Tác động từ con người

Gia tăng lượng khí CO_{2} trong khí quyển

Trong hoàn cảnh biến đổi khí hậu, các yếu tố do con người tạo ra cũng ảnh hưởng đến khí hậu. Quan điểm khoa học về biến đổi khí hậu được nhiều người đồng ý là "khí hậu đang thay đổi và những thay đổi này một phần lớn do tác động của con người."

Việc chạy đua các phát triển công nghệ, con người đã biến hệ sinh thái thích nghi vốn có, thành một thế giới mà hệ sinh thái động vật và thực vật dần dần thu hẹp. Một số loài đã hoàn toàn biến mất, và một số có nguy cơ tuyệt chủng, sông ngòi bị ngăn đập. Rác và chất thải nhựa do con người thải ra cũng góp phần ô nhiễm, và khí thải từ các lò phản ứng hạt nhân. Do đó, các cuộc thảo luận đang hướng vào 2 cách, một là giảm tác động của con người và tìm cách thích nghi với sự biến đổi đã từng xảy ra trong quá khứ và được dự kiến xảy ra trong tương lai.
Vấn đề được quan tâm nhất trong yếu tố nhân sinh là việc tăng thêm lượng khí CO2 do đốt nhiên liệu hóa thạch, tạo thành các sol khí tồn tại trong khí quyển và sản xuất xi măng. Các yếu tố khác như sử dụng đất, sự suy giảm ôzôn và phá rừng, cũng góp phần quan trọng làm ảnh hưởng đến khí hậu, vi khí hậu.

## Bằng chứng khoa học
Dấu hiệu của sự thay đổi khí hậu được lấy từ nhiều nguồn khác nhau có thể được sử dụng để tái hiện lại khí hậu trong quá khứ. Những ghi chép toàn cầu hoàn chỉnh mang tính hợp lý về nhiệt độ bề mặt bắt đầu được ghi nhận từ giữa sau thế kỷ XIX. Đối với những giai đoạn trước đây, hầu hết đều là dấu hiệu ghi nhận gián tiếp - biến đổi khí hậu được suy ra từ những thay đổi proxy, các nhân tố phản ánh khí hậu như thảm thực vật, lõi băng, khí hậu thực vật, thay đổi mực nước biển và địa chất sông băng.

### Dấu hiệu từ lịch sử và khảo cổ
Biến đổi khí hậu trong thời gian gần đây có thể được ghi nhận từ những biến đổi tương ứng về các kiểu định cư và nông nghiệp. Dấu hiệu khảo cổ học, lịch sử thành văn và lịch sử truyền miệng có thể cung cấp hiểu biết về những biến đổi khí hậu trong quá khứ. Những ảnh hưởng của biến đổi khí hậu cũng có liên hệ với sự sụp đổ của các nền văn minh.

### Sông băng

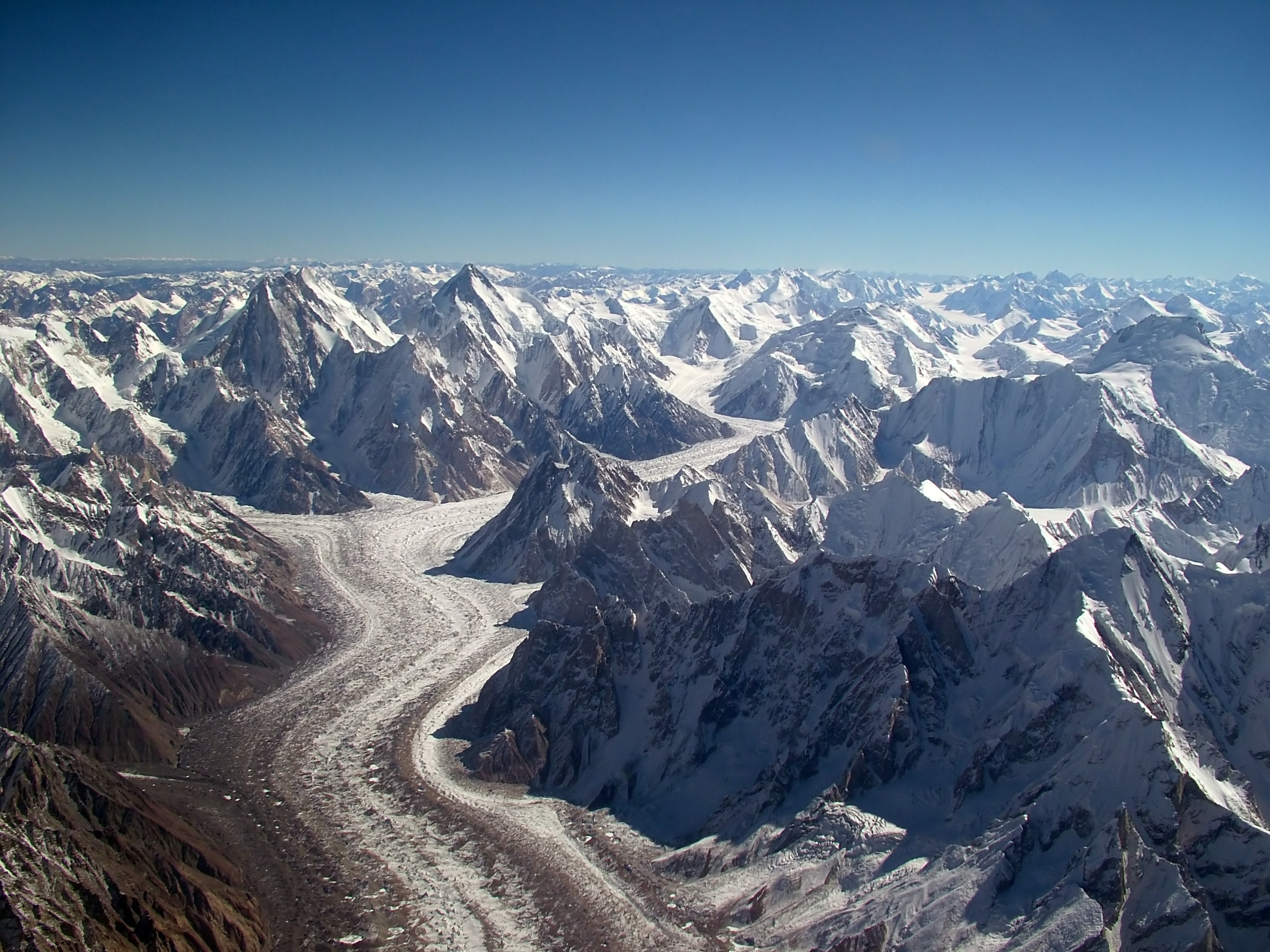
Sông băng Baltoro ở Bắc Pakistan, một trong những sông băng dài nhất thế giới.

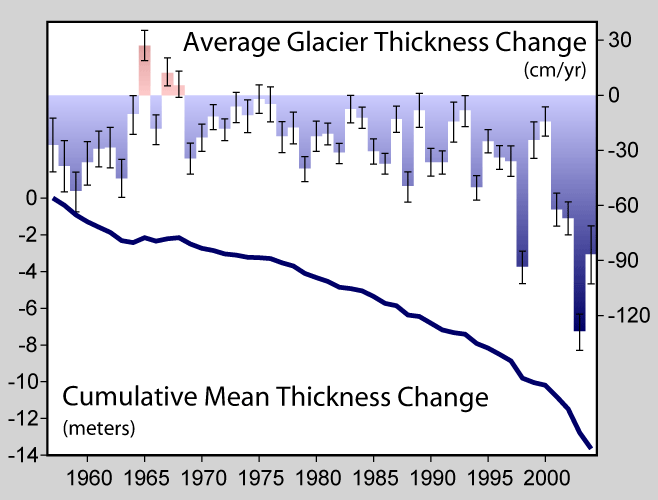
Biểu đồ sự suy giảm độ dày của sông băng trên thế giới.

Sông băng được xem là một trong những đối tượng dự báo nhạy cảm nhất của biến đổi khí hậu. Kích thước của sông băng được xác định bởi sự cân bằng giữa lượng tuyết hòa vào và lượng tuyết tan ra. Khi nhiệt độ ấm lên, chiều dài sông băng lùi dần, trừ khi lượng tuyết tăng lên đủ bù vào lượng băng bị tan chảy; việc này cũng đúng cho điều ngược lại.
Sông băng mở rộng hơn và thu hẹp lại do sự thay đổi của tự nhiên lẫn sự tác động từ bên ngoài. Sự thay đổi về nhiệt độ, lượng tuyết rơi, lượng nước nằm giữa và dưới lớp băng có thể mang tính chất quyết định đến biến đổi của sông băng trong một khoảng thời gian đặc biệt. Do đó, một sông băng vốn hình thành từ nhiều sông băng nhỏ khác nhau phải tốn trung bình hàng thế kỉ hoặc thậm chí lâu hơn để tan ra bởi tác động của những biến đổi ngắn hạn của vùng. Chính vì vậy, lịch sử sông băng chứa đựng trong mình nó những thông tin có liên quan đến biến đổi khí hậu.
Việc thu thập tài liệu theo dõi và đánh giá sông băng trên thế giới đã được tiến hành từ những năm 1970, ban đầu chủ yếu dựa vào những bức ảnh trên không và bản đồ, nhưng ngày nay phụ thuộc vào các vệ tinh nhiều hơn. Việc đánh giá kết hợp này được thực hiện với hơn 100.000 sông băng bao phủ một diện tích khoảng 240.000 km², và ước tính sơ bộ cho thấy lượng băng bao phủ còn lại là khoảng 445.000 km². Tổ chức Giám sát Sông băng Thế giới (WGMS) thu thập dữ liệu hàng năm về mức độ lùi dần của sông băng và sự cân bằng lượng sông băng. Từ những dữ liệu này có thể nhận thấy sông băng trên toàn thế giới đã thu hẹp đáng kể, với sự lùi dần mạnh của những sông băng trong những năm 1940, có điều kiện ổn định hoặc phát triển trong những năm 1920 và 1970, và một lần nữa bắt đầu giảm từ giữa những năm 1980 đến nay.
Những quá trình biến đổi khí hậu lớn nhất từ giữa sau thế Pliocen (khoảng 3 triệu năm trước) thuộc các chu kỳ băng hà và gian băng. Giai đoạn gian băng hiện nay (thế Holocen) đã kéo dài khoảng 11.700 năm. Do băng lục địa và mực nước biển được định hình do thay đổi quỹ đạo, những phản ứng như tăng hoặc giảm các dải băng lục địa và thay đổi mực nước biển tạo nên khí hậu. Tuy nhiên, những thay đổi khác, bao gồm sự kiện Heinrich, sự kiện Dansgaard-Oeschger và Younger Dryas, là bằng chứng cho biết sự biến đổi băng cũng có thể ảnh hưởng đến khí hậu mà không liên quan gì đến ảnh hướng của quỹ đạo.
Sông băng để lại sau nó băng tích có chứa các chất giá trị - có thể truy ngược để xác định được tuổi, bao gồm chất hữu cơ, thạch anh, và Kali - đánh dấu những giai đoạn sông băng tiến triển và rút lui. Tương tự, bằng các kỹ thuật địa lý đặc biệt nghiên cứu tro núi lửa, người ta có thể xác định được sự giảm diện tích bao phủ của sông băng qua việc xác định thời gian lắng xuống của đất hoặc các lớp riêng biệt của tephra - một loại tro núi lửa phun ra từ một vụ nổ.

### Thực vật
Sự thay đổi về loài đại diện, sự phân bố và mức độ bao phủ của các thảm thực vật có thể xảy ra do biến đổi khí hậu, điều này rất dễ nhận thấy. Trong bất kỳ tình huống nào, một sự thay đổi khí hậu nhẹ cũng có thể dẫn đến tăng lượng mưa hoặc tuyết và tăng mức ấm áp, dẫn đến tăng trưởng thực vật được cải thiện và kéo theo việc hấp thụ nhiều CO2 trong không khí hơn. Tuy nhiên, những thay đổi triệt để hơn, mức độ lớn hơn hay tốc độ xảy ra nhanh hơn cũng có thể dẫn đến tác động lớn lên thực vật, nhiều loài nhanh chóng biến mất và trong mốt số trường hợp có thể xảy ra hiện tượng sa mạc hoá.

### Lõi băng
Các thông tin từ việc phân tích phần lõi băng khoan từ một khối băng như khối băng Nam Cực, có thể được sử dụng để cho thấy mối liên hệ giữa nhiệt độ và biến đổi mực nước biển toàn cầu. Không khí bị mắc kẹt ở dạng bong bóng trong băng cũng có thể cho biết những biến đổi nồng độ CO2 trong khí quyển từ quá khứ xa xôi, trước khi chịu ảnh hưởng từ môi trường hiện đại. Nghiên cứu các lõi băng sẽ đưa ra được những chỉ số quan trọng về sự thay đổi lượng CO2 qua hàng ngàn năm, và tiếp tục cung cấp những thông tin có giá trị về sự khác nhau giữa điều kiện không khí cổ xưa và hiện đại.

### Khí hậu thực vật

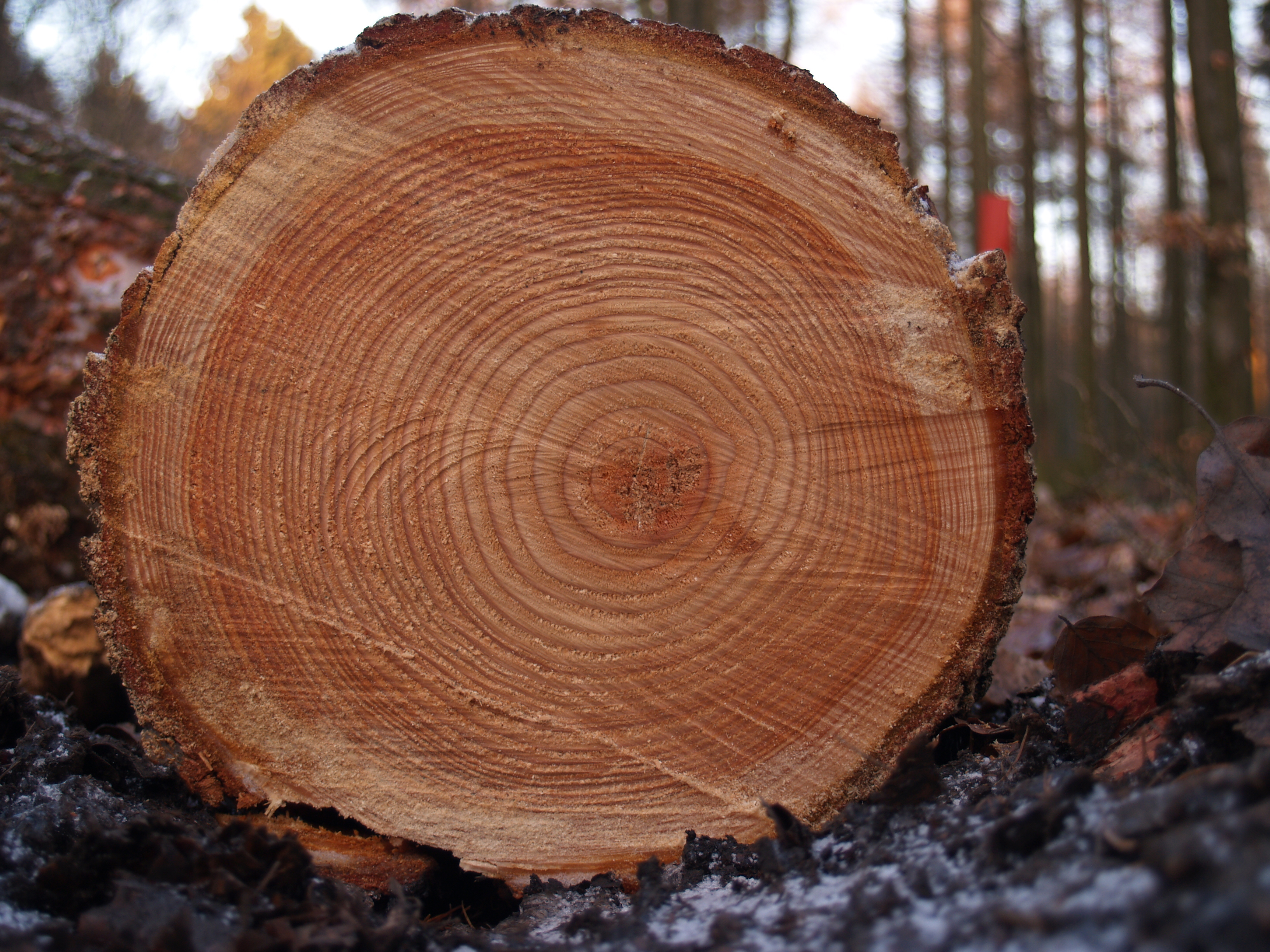
Vân gỗ của cây.

Khí hậu thực vật là ngành phân tích các dạng vòng gỗ tăng trưởng của cây từ đó xác định biến đổi khí hậu từng xảy ra trong quá khứ. Những vòng lớn và dày cho biết cây đã trải qua giai đoạn phát triển đủ nước và màu mỡ. Trong khi những vòng mỏng, hẹp thể hiện thời gian cây hưởng lượng mưa thấp hơn và điều kiện lý tưởng để phát triển cũng kém hơn.

### Phân tích phấn hoa

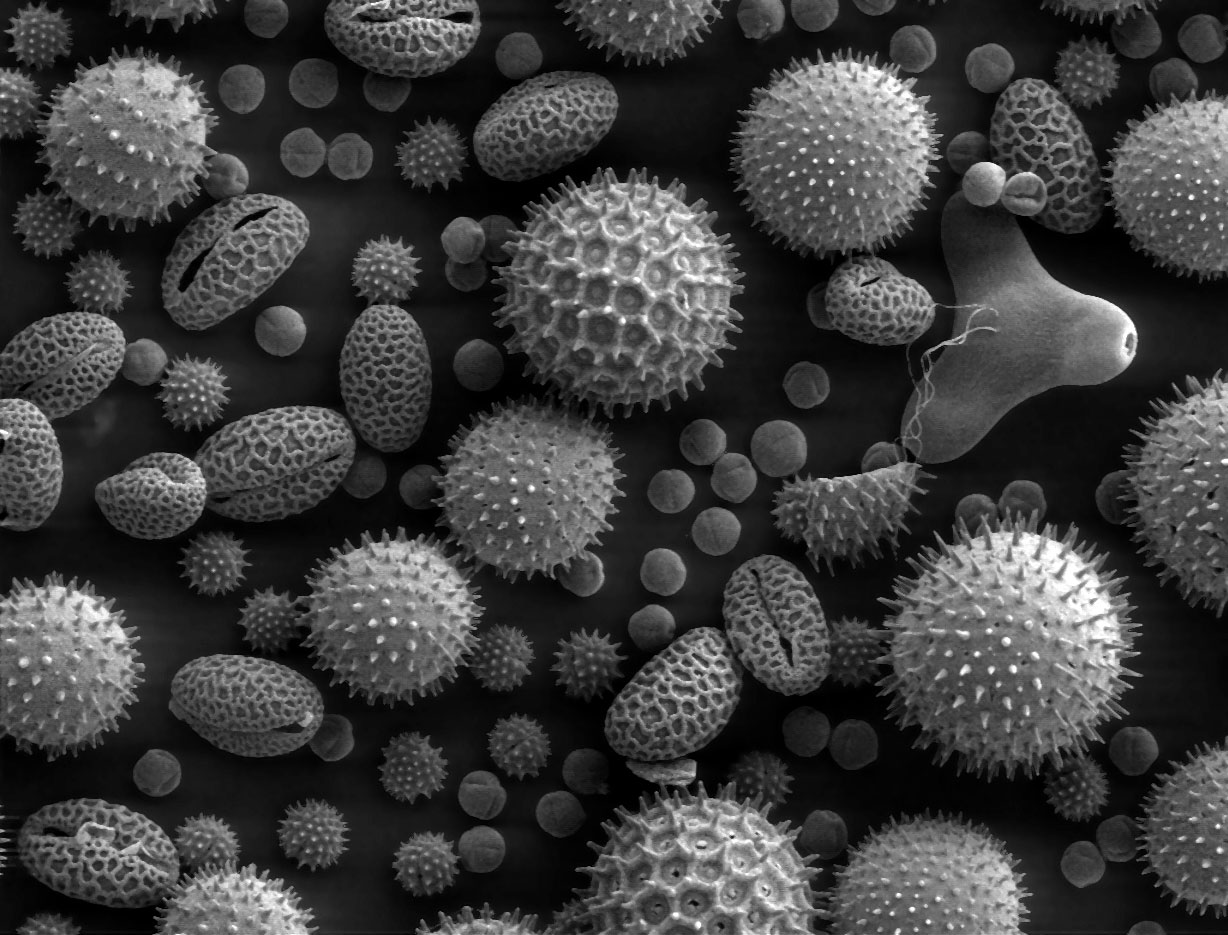
Hình ảnh qua kính hiển vi điện tử của hạt phấn hoa từ nhiều loại thực vật phổ biến.

Phân tích phấn hoa là bộ môn khoa học hiện đại nghiên cứu về lĩnh vực hóa thạch ở kích thước tế bào, bao gồm cả phấn hoa. Phân tích phấn hoa được sử dụng để suy ra sự phân bố địa lý của các loài thực vật từng thay đổi theo điều kiện khí hậu khác nhau. Những nhóm thực vật khác nhau có hình dạng và cấu tạo bề mặt phấn hoa rất đặc thù. Do lớp ngoài của phấn hoa được cấu thành từ một lớp chất liệu có tính đàn hồi rất cao nên đã ngăn ngừa cho phần bên trong bị hư hại. Sự thay đổi trong các loại phấn hoa được tìm thấy từ những lớp trầm tích khác nhau - trong các hồ, đầm lầy hay vùng châu thổ - cho biết các thay đổi ở thế giới thực vật. Những thay đổi này thường là dấu hiệu của biến đổi khí hậu. Ví dụ như những nghiên cứu về phương pháp phân tích phấn hoa đã được sử dụng để theo dõi sự thay đổi ở các mẫu thực vật trong suốt kỷ băng hà thứ tư, và đặc biệt là trong thời kì băng giá nhất của kỉ băng hà cuối cùng.

### Côn trùng

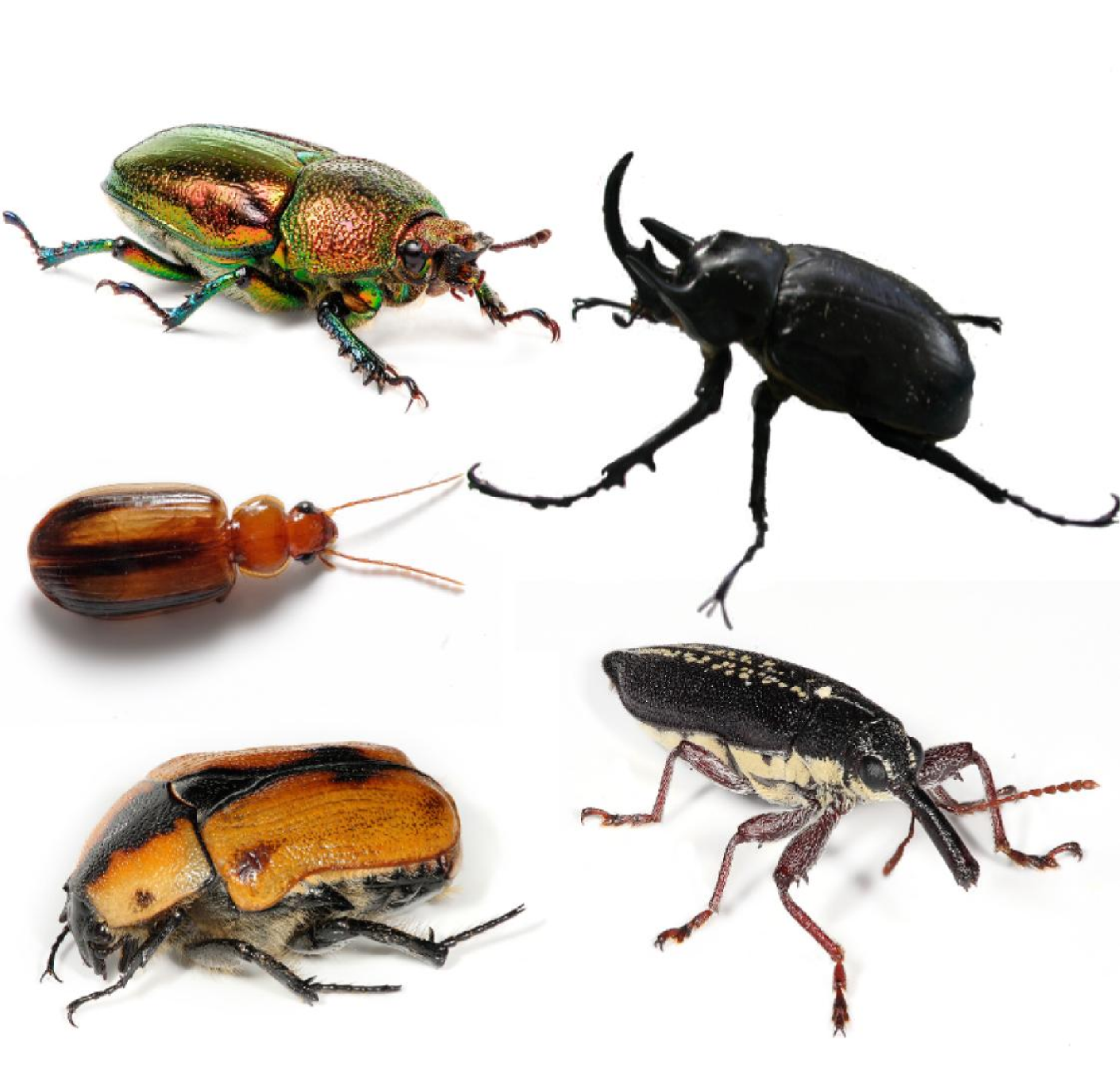
Một số loài bọ cánh cứng.

Những loài bọ cánh cứng còn sót lại sống chủ yếu tại những vùng nước ngọt và trầm tích đất đai. Các loài bọ cánh cứng khác không có xu hướng được tìm thấy trong những điều kiện khí hậu khác nhau. Do giống bọ cánh cứng rất đa dạng với số lượng lớn và có cấu trúc di truyền không thay đổi đáng kể qua hàng ngàn năm, việc nghiên cứu dựa trên những loài bọ cánh cứng khác nhau sẽ đem lại kiến thức về phạm vi khí hậu hiện tại, xác định được tuổi của các trầm tích còn sót lại, từ đó có thể suy ra điều kiện khí hậu trong quá khứ.

### Thay đổi mực nước biển[31]
Sự thay đổi mực nước biển toàn cầu trong nhiều thế kỷ qua đã được ước tính bằng cách sử dụng các máy đo thủy triều, các số liệu đo được đối chiếu trong thời gian dài để đưa ra một mực nước trung bình dài hạn. Gần đây, máy đo độ cao - kết hợp với sự định vị chính xác của các quỹ đạo vệ tinh - đã cung cấp một phương pháp đo sự thay đổi mực nước biển toàn cầu cải thiện hơn. Trước khi các công cụ đo lường máy móc được đưa vào sử dụng, các nhà khoa học đã xác định độ cao mực nước biển thông qua các dấu vết trên những rặng san hô, những lớp trầm tích ven biển, trên thềm biển, hạt trong đá vôi và những di tích khảo cổ còn sót lại gần bờ biển. Các phương pháp định tuổi có nhiều ưu điểm là phương pháp urani-thori và cacbon phóng xạ, còn phương pháp định tuổi hạt nhân vũ trụ đôi khi được áp dụng để xác định tuổi các bề mặt (thềm) đã trải qua sự giảm mực nước biển.Mực nước biển đang dâng với tốc độ trung bình là 1,8 mm/năm trong thế kỷ qua, và gần đây, trong kỷ nguyên sử dụng vệ tinh đo độ cao để xác định mực nước biển, từ năm 1993 đến 2000, mực nước biển đã dâng vào khoảng 2,9-3,4 ± 0,4-0,6 mm/năm. Mực nước biển dâng có thể do hiện tượng ấm lên toàn cầu - mà phần lớn là từ những tác động của con người. Điều này sẽ làm tăng mực nước biển trong tương lai về lâu dài. Nhiệt độ gia tăng làm nước giãn nở, đồng thời làm tan chảy các sông băng, núi băng và băng lục địa khiến lượng nước bổ sung vào đại dương tăng lên. Dự kiến, nhiệt độ tăng sẽ tiếp tục là nhân tố chủ yếu làm mực nước biển dâng trong thế kỷ tới.